# A Study in Scarlet (film, 1933)
Pour les articles homonymes, voir A Study in Scarlet.
Pour plus de détails, voir Fiche technique et Distribution.
A Study in Scarlet est un film policier réalisé par Edwin L. Marin, sorti en 1933 aux États-Unis. 
Le film porte le nom du roman Une étude en rouge d'Arthur Conan Doyle mettant en scène le détective Sherlock Holmes, mais le scénario du film, écrit par Robert Florey, n'a aucun lien avec le roman d'origine.
Reginald Owen incarne ici le détective Sherlock Holmes, après avoir incarné l'année précédente le Docteur Watson dans le film Sherlock Holmes (1932) avec Clive Brook. L'actrice Anna May Wong, figure montante de Hollywood à cette époque, incarne Mrs. Pyke.

## Synopsis
En gare de Londres, James Murphy est retrouvé étranglé dans un compartiment de wagon. Murphy était membre d'une étrange organisation secrète, « Scarlet Ring », dirigée par un avocat du nom de Merrydew. Le spectateur comprend que cette organisation a des fins criminelles et fonctionne sur un système dangereux : lorsque l'un des membres de l'organisation meurt, ses biens et son épargne sont redistribués équitablement entre les autres membres de l'organisation. La mort de James Murphy succède à une autre mort survenue récemment au sein de l'organisation, et est rapidement suivie par la mort d'autres membres.

## Fiche technique
- Réalisation : Edwin L. Marin
- Scénario : Robert Florey
- Production :
- Durée : 71 minutes
- Date de sortie : 1933

## Distribution
- Reginald Owen : Sherlock Holmes
- Anna May Wong : Mme Pyke
- June Clyde : Eileen Forrester
- Alan Dinehart : Thaddeus Merrydew
- Alan Mowbray : inspecteur Lestrade
- Warburton Gamble : Docteur Watson
- Wyndham Standing : Capitaine Pyke
- Halliwell Hobbes : Malcolm Dearing
- Doris Lloyd : Mme Murphy
- Tempe Pigott (non créditée) : Mme Hudson
- John Warburton : John Stanford
- Leila Bennett : Daffy Dolly